# Georg Josef Riedel
Georg Josef Riedel (* 16. Dezember 1949 in Innsbruck) ist ein österreichischer Unternehmer und Glashersteller in 10. Generation. Er ist Eigentümer der Firma Riedel Glas.

## Leben
Georg Josef Riedel wurde in Innsbruck als Sohn von Claus Josef Riedel und Adia Rosa Riedel (geborene Parodi) geboren. Während seiner Studienzeit in Wien lernte er seine Frau Eva kennen, mit der er seit 1973 verheiratet ist. Sie haben zwei Kinder, Maximilian J. Riedel und Laetizia Riedel-Röthlisberger.
Riedel trat 1973 als Buchhalter in das Familienunternehmen ein. 1982 erweiterte er den Produktentwicklungsprozess von Riedel und gründete die Glaswerkstatt mit Firmensitz in Kufstein, Österreich. Er eröffnete 1979 in den USA seine erste Niederlassung als Importeur und Distributeur. Außerdem gründete er die Tochterfirma „Riedel Crystal of America“. Seither entstanden weitere Unternehmen auf der ganzen Welt: Vereinigtes Königreich (1979), Kanada (Dezember 1991), Deutschland (1996), Japan (Dezember 1999), Australien (Juli 2007), China (Februar 2010), Neuseeland (November 2014), und Frankreich (Juli 2016). Er war der Erste, der den Weingroßhandel nutzte, um damit die Gastronomie zu bedienen. Dadurch dehnte das Unternehmen seine weltweite Präsenz auf über 100 Länder aus. 2004 übernahm er die Firmen Nachtmann und Spiegelau.
1986 präsentierte er die Serie „Vinum“ – eine maschinell geblasene und damit kostengünstigere Variante der Sommeliers-Serie. Zur Konsolidierung des Unternehmens übernahm Georg Riedel 2004 die deutsche Firma Nachtmann. Heute hat Riedel eine Exportrate von 97 % und ist Weltmarktführer bei funktionalen Gläsern.
Georg Riedel hat während seiner langjährigen Tätigkeit als Glashersteller und -designer funktionalen Gläsern die Form gegeben und ist der Erfinder der rebsortenspezifischen Weingläser. Er ist überzeugt, dass die Formgebung für das Geschmackserlebnis aller aromatischen Getränke ausschlaggebend sei. Seine jüngsten Kreationen sind Riedel Winewings (2020) und Riedel Winewings SL (2021).
Von 1987 bis 1994 war Riedel neben seinem Vater, Claus Josef Riedel, Co-CEO von Riedel Crystal. 1994 übernahm Georg J. Riedel die alleinige Geschäftsführung von Riedel. Seit 2013 liegt die Leitung des Gesamtunternehmens in der 11. Generation bei Sohn Maximilian J. Riedel. Tochter Laetizia Riedel-Röthlisberger vertritt die Gesellschaften rechtlich als die leitende Firmenanwältin.
Als Eigentümer des Unternehmens ist er weiterhin im Management tätig – insbesondere bei der Betreuung des nordamerikanischen Markts sowie bei der Fertigung der maschinellen Produktion in den Riedel-Werken in Bayern Amberg und Weiden.

## Auszeichnungen & Nominierungen
- 1996: Decanter Magazine, Decanter Man of the Year, Nominierung
- 2006: Ehrenauszeichnung für Verdienste für die Republik Österreich[1]
- 2007: Ehrenauszeichnung des Bundeslandes Tirol[1]
- 2009: Wirtschaftsblatt Unternehmer des Jahres, Nominierung
- 2019: Distinguished Service Award, Wine Spectator[2][3]
- 2019: Ehrenring der Stadt Kufstein[4]